# Registrske tablice Bolgarije
Registrske tablice Bolgarije so bele barve s črnimi znaki in črno obrobo. Na levi strani se nahaja modro polje z evropsko zastavo (starejše tablice z zastavo Bolgarije) in mednarodno avtomobilsko oznako države BG. Registrska oznaka je sestavljena iz eno- ali dvočrkovne oznake okraja, štirih števk in dveh črk. Uporabljajo se samo črke, ki obstajajo tako v latinični kot v cirilični abecedi.

## Zgodovina
Do leta 1986 so bile registrske oznake sestavljene iz cirilične oznake okraja (npr. Сф za Sofijo) in štirištevčne serijske oznake. Ko so bile dosežene vse kombinacije, je bila pred številko dodana še ena črka. Sprva so bile vse tablice bele barve, pozneje pa so jih ločili na bele tablice za državna vozila in črne tablice za zasebna vozila.
Januarja 1986 se je začela izdajati nova različica tablic z oznako okraja in štirimi števkami, ki jim je sledila ena ali dve črki. Spremenila se je pisava in barva tablic – rumena za zasebna vozila in bela za državna. Za zasebne tovornjake in avtobuse je bila rezervirana serijska črka Ч, za prikopnike pa Е.
Od leta 1992 dalje se na registrskih tablicah uporabljajo samo še črke, ki so skupne latinični in cirilični abecedi. Leta 1993 so ukinili vezaje med številkami in črkami. Leta 1999 so na tablicah spremenili pisavo in pričelo se je dodajati modro polje z oznako države.
1. januarja 2007 se je Bolgarija pridružila Evropski uniji in oktobra naslednjega leta so začeli izdajati registrske tablice z evropsko zastavo.

## Registrske oznake
Uporablja se 12 črk, ki so skupne cirilični in latinični abecedi, ne glede na to, ali imajo v eni in drugi enak pomen – А, В, Е, К, М, Н, О, Р, С, Т, У, Х. Črka O je v primerjavi s številko 0 jajčaste oblike. V serijski oznaki (zadnji dve črki) je črka E rezervirana za registrske oznake priklopnikov, črki O in У pa se tam ne uporabljata.
Mogoče je naročiti tablice po meri s kombinacijo dveh (1122, 1212, 1221) ali ene številke (1111), kot tudi tablice s poljubnim napisom. Tudi slednje so omejene na skupne cirilične-latinične črke, zaradi visoke cene (7000 levov oz. 3500 €) pa so zelo redke.

### Oznake okrajev
| Do 1986  | 1986–1992 | Od 1992   | Okraj                       |
| -------- | --------- | --------- | --------------------------- |
| Бс, Б    | Б         | A         | Burgas                      |
| В        | В         | B         | Varna                       |
| Вд       | ВД        | BH        | Vidin                       |
| Вр       | ВР        | BP        | Vraca                       |
| ВТ       | ВТ        | BT        | Veliko Trnovo               |
| Сф, С, А | С         | C, CA, CB | Sofija                      |
| Сс       | СС        | CC        | Silistra                    |
| Сл       | СЛ        | CH        | Sliven                      |
| См       | СМ        | CM        | Smoljan                     |
| Сф, СО   | СО, СФ    | CO        | Sofijski okraj              |
| СтЗ, СЗ  | СЗ        | CT        | Stara Zagora                |
| Бл       | БЛ        | E         | Blagoevgrad                 |
| Гб       | Г         | EB        | Gabrovo                     |
| Пл       | ПЛ        | EH        | Pleven                      |
| Шн, Ш    | Ш         | H         | Šumen                       |
| Кж, К    | К         | K         | Krdžali                     |
| Кн       | КН        | KH        | Kjustendil                  |
| Мх, М    | М         | M         | Montana                     |
| Лч, Л    | Л         | OB        | Loveč                       |
| Р        | Р         | P         | Ruse                        |
| Пз       | ПЗ        | PA        | Pazardžik                   |
| Пд, П    | П         | PB        | Plovdiv                     |
| Пк       | ПК        | PK        | Pernik                      |
| Рз       | РЗ        | PP        | Razgrad                     |
| Тщ, Т    | Т         | T         | Trgovište                   |
| Тх       | ТХ        | TX        | Dobrič (staro ime Tolbuhin) |
| Хс, Х    | Х         | X         | Haskovo                     |
| Яб, Я    | Я         | Y         | Jambol                      |

## Posebne tablice

### Začasne tablice
Začasne tablice imajo na desni strani rdeče polje, v katerem je vpisan datum izteka veljavnosti. Modro polje na levi je prisotno od leta 2012. Obstajajo tri vrste začasnih tablic:
- 123 T 456 - za neregistrirana vozila, ki prečkajo ozemlje Bolgarije ali se izvažajo iz nje (Т - транзит, tranzit)
- 123 H 456 in 123 M 456 - za nova vozila, ki še niso registrirana (Н - ново, novo; M so pričeli uporabljati, ko so bile izkoriščene vse kombinacije s H)
- 123 B 456 - začasne tablice, za prodajalce avtomobilov (В - временено, začasno)

### Vojska in civilna zaščita
Od leta 2006 vsa vojaška vozila nosijo tablice z oznako BA in šestimi števkami (BA 123 456). Na levi strani je modro polje z zastavo Bolgarije. Na tablicah civilne zaščite je v modri barvi izpisana kratica CP in pet števk (CP 12 345). Policijska vozila uporabljajo običajne registrske tablice.

### Vozila tujcev
Tujcem z začasnim prebivališčem v Bolgariji se izdajajo tablice svetlo modre barve z belimi znaki. Oznaka je XX (ali XH po letu 2019, ko so bile izkoriščene vse kombinacije z XX), štiri naključne števke in leto izteka veljavnosti. Modro polje na levi je prisotno od leta 2012.

### Diplomatska predstavništva
Tablice vozil diplomatskih in konzularnih predstavništev so rdeče barve. Oznaka C pomeni diplomatski status, CC konzularni status in CT osebe, zaposlene na teh predstavništvih brez diplomatskega statusa. Sledijo štiri števke, od katerih prvi dve označujeta državo predstavništva, in leto izteka veljavnosti tablice. 